# Copa Latina 2011 (voleibol)
La III Copa Latina se llevó a cabo del 27 al 30 de mayo de 2011 en el Coliseo Miguel Grau, Callao, Perú. La selecciones de Chile y Perú representaron a la Confederación Sudamericana de Voleibol, la del Reino Unido a la Confederación Europea de Voleibol, y la de Tailandia a la Confederación Asiática de Voleibol.

## Equipos participantes
- Chile
- Perú
- Reino Unido
- Tailandia

## Primera fase

### Resultados
| Fecha    | Encuentro               | Resultado | Set   | Set   | Set   | Set   | Set | Puntuación total |
| Fecha    | Encuentro               | Resultado | 1     | 2     | 3     | 4     | 5   | Puntuación total |
| -------- | ----------------------- | --------- | ----- | ----- | ----- | ----- | --- | ---------------- |
| 27-05-11 | Reino Unido - Tailandia | 1-3       | 25-22 | 14-25 | 23-25 | 12-25 |     | 67-97            |
| 27-05-11 | Perú - Chile            | 3-0       | 25-12 | 25-13 | 25-20 |       |     | 75-45            |
| 28-05-11 | Chile - Reino Unido     | 0-3       | 20-25 | 15-25 | 19-25 |       |     | 54-75            |
| 28-05-11 | Perú - Tailandia        | 3-1       | 25-22 | 23-25 | 25-18 | 25-18 |     | 98-83            |
| 29-05-11 | Chile - Tailandia       | 0-3       | 8-25  | 11-25 | 13-25 |       |     | 33-75            |
| 29-05-11 | Perú - Reino Unido      | 3-0       | 25-13 | 25-21 | 29-27 |       |     | 79-61            |

### Clasificación
| Pos | Equipo      | PJ | PG | PP | SF | SC | PTS |
| --- | ----------- | -- | -- | -- | -- | -- | --- |
| 1   | Perú        | 3  | 3  | 0  | 9  | 1  | 9   |
| 3   | Tailandia   | 3  | 2  | 1  | 7  | 4  | 6   |
| 2   | Reino Unido | 3  | 1  | 2  | 4  | 6  | 3   |
| 4   | Chile       | 3  | 0  | 3  | 0  | 9  | 0   |

## Fase final

### Tercer lugar
| Fecha    | Encuentro           | Resultado | Set   | Set   | Set   | Set   | Set   | Puntuación total |
| Fecha    | Encuentro           | Resultado | 1     | 2     | 3     | 4     | 5     | Puntuación total |
| -------- | ------------------- | --------- | ----- | ----- | ----- | ----- | ----- | ---------------- |
| 30-05-11 | Reino Unido - Chile | 3-2       | 25-20 | 23-25 | 13-25 | 25-22 | 15-11 | 101-103          |

### Final
| Fecha    | Encuentro        | Resultado | Set   | Set   | Set   | Set   | Set | Puntuación total |
| Fecha    | Encuentro        | Resultado | 1     | 2     | 3     | 4     | 5   | Puntuación total |
| -------- | ---------------- | --------- | ----- | ----- | ----- | ----- | --- | ---------------- |
| 30-05-11 | Perú - Tailandia | 3-1       | 25-17 | 25-20 | 16-25 | 25-17 |     | 91-79            |

## Campeón
| Perú           |
| Campeón        |
| Perú 2º título |

## Clasificación general
| Pos | Equipo      |
| --- | ----------- |
| 1   | Perú        |
| 2   | Tailandia   |
| 3   | Reino Unido |
| 4   | Chile       |